# Ordensburg Roggenhausen
Die Burg Roggenhausen (polnisch Zamek Krzyżacki Rogóźno-Zamek) die Ruine einer Deutschordensburg bei Rogóźno.

## Geschichte
Durch die natürlich geschützte Lage, die durch zwei steile, von den Flüssen Ossa und Gardenga gebildete Schluchten, war der Burgplatz schon in vorgeschichtlicher Zeit, möglicherweise zur Zeit der Ostgermanen oder der Wikinger, befestigt. Um 1200 befand sich hier die pruzzische Festung Rogaw, dessen Burghauptmann beim Vordringen des Deutschen Ordens von Thorn aus kapitulierte.
Um 1270 wurde Burg Roghausen in Stein aufgeführt. Möglicherweise in Zusammenhang damit wurde 1275 die nahe Burg Starkenberg abgebrochen. An die Starkenburg, die nach der Burg Montford im heutigen Israel benannt war, erinnerte lange nur noch die Sluper Mühle. Roggenhausen war Teil der dritten Burgenlinie des Ordensstaates, zu der auch die Burgen Graudenz, Engelsburg, Rehden und Strasburg zählten. Für 1285 ist ein erster Komtur Wynandus urkundlich belegt. Nachfolger waren Arnold von Kropf und Sieghard von Schwarzburg. Nach 1336 saßen hier nur noch Vögte, u. a. Konrad von Erlichshausen, der 1441 zum Hochmeister aufstieg, und Friedrich von Wenden, der in der Schlacht bei Tannenberg fiel.
Nach der Niederlage von Tannenberg erhielt Roggenhausen Teile der vorherigen Komturei Engelsburg Komturei Engelsburg. Nach dem Zweiten Thorner Frieden wurde Roggenhausen polnisch und war ein königlich-polnisches Tafelgut. Durch die landwirtschaftliche Nutzung verfiel die Burg jedoch zusehends. Die Burg muss jedoch lange noch teilweise intakt gewesen sein, denn 1636 bis 1697 hatte Starost Johann Theodor Dietrich Graf von Schlieben hier seinen Sitz. Ab 1772 wurde die Burg abgetragen und für den Bau der Festung Graudenz verwendet.
In der Nachgeschichte entwickelte sich unterhalb des alten Burgstandortes ein Schloss Roggenhausen, Vorderschloss genannt. Es war eine königliche Domäne, zunächst in der Hand von bürgerlichen Amtsleuten, dann über Generationen bei der briefadeligen Familie von Kries. Ein Vertreter war Adolf von Kries-Osterwitt (1808–1899), der als Pächter agierte. Seine Enkeltochter wurde Autorin und nannte sich Gerda von Kries-Roggenhausen (1901–1972). Vor 1903 hatte die Domäne einen Umfang von stabil 635 ha. Zur Gemeinde gehörten verschiedene Grundstücke mit 177, 240 und 95 ha.

## Bauwerk

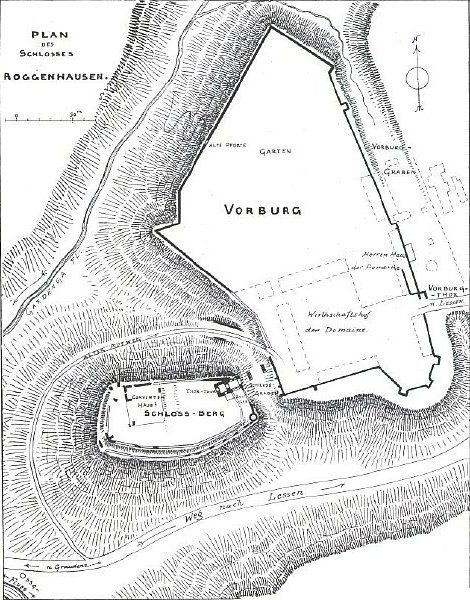
Plan des Schlosses Roggenhausen, erstellt von Conrad Steinbrecht im Jahr 1888

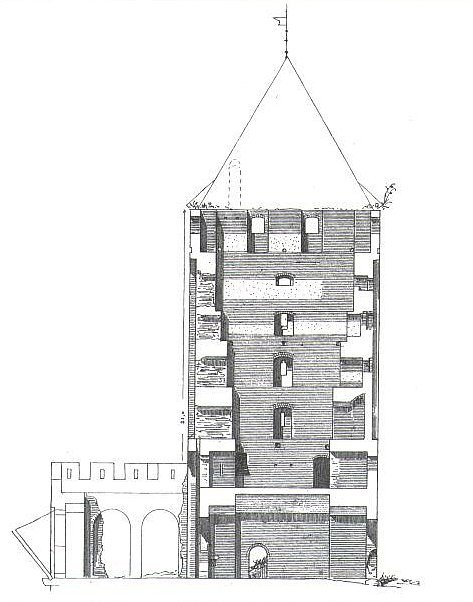
Torturm, C. Steinbrecht, 1888

Burg Roggenhausen wurde bereits in der rechteckigen Grundform der späteren Ordensburgen erbaut. Zwei natürliche in Nord-Süd-Richtung verlaufende Senken erlaubten eine Bauweise, die den Abschnittsburgen im damaligen Altreich ähnelt. Die große östliche Hochfläche wurde mit einer Wehrmauer eingefasst und bildete eine Vorburg, während auf der kleineren westlichen Hochfläche die Hauptburg errichtet wurde.  Möglicherweise war, wie später in Schlochau, vorgesehen, auf der Fläche der Vorburg eine Stadt anzulegen. Im Süden der Vorburg sprang ein Flankenwerk in die Lesssauer Schlucht vor, das das nördlich anschließende Vorburgtor sicherte.
Die Hauptburg war durch ein Torhaus mit vorgelagertem Zwinger geschützt. Das Tor war durch zwei schwere Tore und ein Fallgatter im Torturm  stark gesichert. Zu beiden Seiten des Torturms schlossen sich Wehrmauern an, die das Plateau umgaben.

## Ausstattung
Aus der ehemaligen Burgkapelle stammt wahrscheinlich eine qualitätsvolle Schreinsmadonna (um 1390; heute Germanisches Nationalmuseum, Nürnberg Inv. Nr. Pl. O. 2397).

## Heutiger Baubestand
Im imposanten Torturm ist ein kleines Museum untergebracht. Erhalten ist weiterhin ein kleiner runder Flankierungsturm. Vom Haupthaus sind Mauerklötze erhalten.

## Weitere Literatur
- Karl Baedeker: NordOst-Deutschland (von der Elbe und der Westgrenze Sachsens an) nebst Dänemark. Randbuch für Reisende,  25. Auflage, in: Baedekers Reisehandbücher, Druck Breitkopf und Härtel, Selbstverlag, Leipzig 1896, S. 139 f.